# Trzmielina Fortune’a

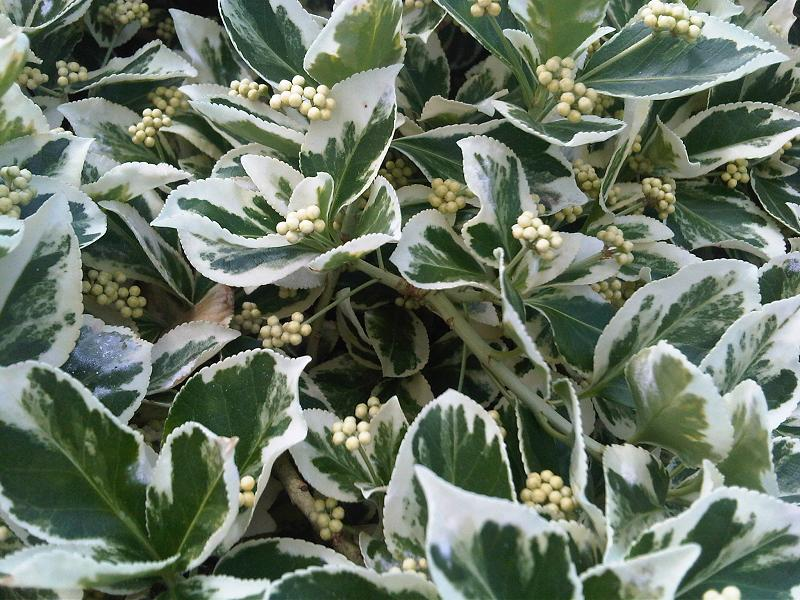
Kultywar 'Emerald Gaiety'

Trzmielina Fortune’a, trzmielina pnąca (Euonymus fortunei (Turcz.) Hand.-Mazz.) – gatunek krzewu z rodziny dławiszowatych (Celastraceae). Pochodzi z Japonii, Chin i Korei. W Europie zaczęto go uprawiać w 1907 r. W Polsce jest uprawiany jako roślina ozdobna. Nazwa pochodzi od Roberta Fortune’a, który przywiózł tę roślinę z Chin do Europy.

## Morfologia
PokrójGęsty, nisko ścielący się krzew o wysokości do 0,5 m. Wytwarza korzenie przybyszowe, z których wyrastają nowe pędy i w ten sposób krzew stopniowo rozrasta się na boki.
LiścieZimozielone, skórzaste. Mają długość do 6 cm, są jajowate lub eliptyczne, na górnej stronie błyszczące. Jesienią i zimą liście przebarwiają się na purpurowy kolor.
KwiatyDrobne, niepozorne, zebrane w gęste kwiatostany. Kwitnie w lipcu, jednak u nas rzadko zakwita.

## Zastosowanie
Roślina ozdobna. Jest dość często uprawiana, ze względu na swój ładny pokrój, ale przede wszystkim ozdobne liście. Rośnie wolno. Nadaje się na rabaty, gdyż tworzy ładne zestawienia kolorystyczne z innymi roślinami, bywa też używana jako roślina okrywowa, może też rosnąć samotnie na strzyżonym trawniku. Często jest uprawiana w dużych donicach i skrzynkach, zwykle w zestawieniu z innymi roślinami, szczególnie iglakami. Kwitną starsze egzemplarze. Zapylana przez muchówki, które wabi silną piżmową wonią. 

## Uprawa
- Wymagania. Najlepsza jest żyzna, próchniczna i stale lekko wilgotna gleba. Może rosnąć w półcieniu, ale najładniej wybarwia się w pełnym słońcu. Nie jest całkowicie mrozoodporna, dlatego też w czasie silnych mrozów (jeśli nie jest przykryta śniegiem, który wystarczająco chroni ją przed przemarznięciem) dobrze jest przykryć ją.
- Rozmnażanie: Zwykle kupuje się gotowe sadzonki. Można ją jednak rozmnażać z odrostów korzeniowych, jak również przez ukorzenianie pędów.
- Pielęgnacja. U młodych roślin należy lekko przycinać końce pędów, przez co będzie się ładniej zagęszczać. Jeśli chcemy, by wyrosła wyżej, należy jej wykonać niewielką kratkę lub pergolę, na którą będzie się wspinać (na stanowiskach półcienistych jej pędy szybciej się wydłużają). Ponieważ ma zimozielone liście, przed zimą należy ją intensywnie podlewać.

## Odmiany uprawne
- ‘Blondy’ – ścielący się krzew o wysokości do 30 cm. Ma ciemnozielone liście z biało-żółtą plamą. Może być uprawiana pod koronami dużych drzew, wspina się po ich pniach.
- ‘Emerald Gaiety’ – płożący się krzew o wysokości do 25 cm. Ma ciemnozielone liście z białą obwódką. W zacienionych miejscach może się wspinać na podpory.
- ‘Emerald’n Gold’ – ma ciemnozielone liście z dużą, żółtą obwódką. Pokrój wyprostowany, wysokość do 50 cm.
- ‘Sunspot’ – ma liście z intensywnie żółtym paskiem wzdłuż środka liścia i ciemnozieloną obwódkę. Szczególnie nadaje się jako roślina okrywowa.